# Comuna Bobrîk, Brovarî
Bobrîk (în ucraineană Бобрик) este o comună în raionul Brovarî, regiunea Kiev, Ucraina, formată din satele Bobrîk (reședința) și Frunzivka.

## Demografie
Componența lingvistică a comunei Bobrîk
     Ucraineană (96,79%)
     Rusă (2,83%)
     Alte limbi (0,33%)
Conform recensământului din 2001, majoritatea populației comunei Bobrîk era vorbitoare de ucraineană (96,79%), existând în minoritate și vorbitori de rusă (2,83%).